# Truly
Truly es una banda estadounidense de grunge originaria de la ciudad de Seattle, fundada por Robert Roth, el exbajista de Soundgarden Hiro Yamamoto, y el exbaterista de Screaming Trees Mark Pickerel, a principios de los 90’. En una entrevista realizada por Krist Novoselic en el año 1997, Robert Roth define al estilo de música de Truly como "Ciudad Espacial", y Mark Pickerel como "Rock Alternativo".
A pesar del gran apoyo de la crítica, Truly tuvo un limitado éxito comercial.[cita requerida]

## Origen de la banda
En 1989, antes de que la escena musical en Seattle se convierta en un fenómeno a nivel mundial, se disuelve la primera banda de Robert Roth, the Storybook Krooks. Dos semanas más tarde, realiza una prueba en Nirvana para audicionar como segundo guitarrista. En Nirvana, el primer guitarrista renuncia para unirse a Soundgarden, cuyo bajista y fundador de la banda, Hiro Yamamoto, se había retirado de la música profesionalmente. Mientras Robert esperaba una decisión de Nirvana, conoce al baterista Mark Pickerel, miembro fundador de Screaming Trees. Cuando los dos tocaron por primera vez juntos en noviembre de 1989, la química fue mutua. Ambos músicos tocaron algunos de los demos de Robert para la discográfica Sub Pop y grabaron su primer EP en septiembre de 1990.
Un mes después, tocaron como teloneros para The Jesus Lizard en Seattle. A principios del año 1991, Mark invita a Hiro a unirse a Truly, quien lo conocía de los tours de Soundgarden y los Trees. Se juntaron en las oficinas de Sub Pop, y los 3 coincidieron en que la banda trataría de crear un sonido más sofisticado que la música típica de esa época, que harían las cosas en sus propios términos y que tocarían en conciertos solo si ellos quisieran, no porque lo tendrían que hacer.

## Hearts and Lungs
El primer EP de Truly fue lanzado finalmente en octubre de 1991. Entre las canciones del EP, se destacarían dos, "Married in the Playground", que con su sonido atrapante y power pop se convirtió en un hit radial, y "Hearts and Lungs", que fue utilizado en el film de Cameron Crowe Singles.
A pesar de que las grandes compañías discográficas empezaban a interesarse cada vez más en la banda, Truly decidió seguir con Sub Pop y en la primavera de 1992 empezaron las grabaciones para su siguiente álbum. Algunos de las canciones que se grabaron (como "Hot Summer 91" o "Chlorine") se convertirían en las canciones más destacadas del disco Fast Stories... from Kid Coma.

## Fast Stories... from Kid Coma
Capitol Records se hizo cargo del proyecto en 1993, debido al interés de la discográfica en el sonido distintivo de Truly, una mezcla de canciones pesadas, cálidas, mezclado con los aportes del melotrón, dándole a la banda un sonido más psicodélico.
Fast Stories... from Kid Coma fue lanzado en junio de 1995, acompañado de la aprobación de la crítica, así también como aparecer en varias listas en el mundo de "mejor disco del año".
Después de una gira que incluyó Estados Unidos y Europa por un año y medio y vender una gran cantidad de discos, sin videos o sencillos lanzados, Truly empezó a escribir y a grabar demos para su siguiente álbum.
Luego de un conflicto de Capitol Records, la banda se vio obligada a dejar la discográfica.

## Feeling You Up
Un nuevo énfasis en la creación de las canciones y una mayor producción en las grabaciones marcaron los cambios en el siguiente álbum, "Feeling You Up". El segundo álbum fue lanzado en el año 1997 por Thick Records en América y Cargo/Headhunter para el resto del mundo, nuevamente con una favorable aprobación de la prensa. La canción "It's on Your Face" fue utilizada enteramente en la serie de Francis Ford Coppola "First Wave".

## Disolución y reencuentro de la banda
Luego de una gira en el verano de 1998 por Estados Unidos, Truly decidió tomarse un descanso por tiempo ilimitado.
Robert colaboró en la creación de canciones con el legendario poeta y roquero Jim Carroll, lanzando un disco a fines de 1998. Luego en el 2004, Robert lanza su primer álbum solista "Someone, Somewhere" con Pattern 25 Records.
Por su parte, Mark lanzó su primer trabajo como solista, The Dark Fantastic, en 1999 con la compañía discográfica Up Records.
En contraste con sus antiguos compañeros de la banda, Hiro nuevamente se retiró momentáneamente del mundo de la música.
En base al lanzamiento de su disco de rarezas Twilight Curatains, Robert y Mark dieron una gira por Europa en mayo de 2000, esta vez con un nuevo bajista, George Reed-Harmon, de la banda Delila y Brian Northrup como tecladista.Este nuevo disco incluye canciones que no fueron editadas(tal es el caso de 20th Century Voluntary Slaves), versiones alternativas de canciones ya editadas(como Twilight Curtains, Leatherette Tears o Wait 'Til The Night),canciones de la banda que aparecieron en sencillos(Aliens On Alcohol o I Hit Ignition y covers (Our Lips Are Sealed, de The Go-Go's,y Girl Don't Tell Me You'll Write, de los Beach Boys).
El pasado verano, Truly anunció a través de su página web que estaban escribiendo nuevas canciones con intención de volver a grabar un nuevo álbum de estudio, además de su vuelta a los escenarios, incluyendo una fecha en el Azkena Rock Festival de Vitoria con su formación original. Este concierto fue el primero de todos los integrantes en 10 años, y su primer show en España.

## Miembros
- Robert Roth - vocalista, guitarra, tecladista (1989– presente)
- Mark Pickerel - batería (1989 – presente)
- Hiro Yamamoto - bajo (1991 – 1998 2008 - presente)
- Brian Northrup, - teclados (2000 – presente)